# Zona de ocupação soviética na Alemanha
Zona de Ocupação Soviética da Alemanha (ZOS) (em alemão:  Sowjetische Besatzungszone (SBZ) ou Ostzone; em russo:  Советская зона Германии, Sovetskaya zona Germanii) foi uma área do leste da Alemanha ocupada pela União Soviética desde 1945, ao terminar a Segunda Guerra Mundial. Em 7 de outubro de 1949, a zona da sua ocupação converteu-se numa república socialista chamada República Democrática Alemã, também conhecida como Alemanha Oriental.

## Áreas ocupadas
Áreas significativas do que seria a zona soviética da Alemanha não foram passadas para os soviéticos senão uns meses depois do fim das hostilidades, tendo sido primeiro ocupadas por forças estado-unidenses.[carece de fontes?] Em julho de 1945 os americanos retiraram-se da linha de contacto na Alemanha até às fronteiras de ocupação acordadas, no que se constituiria mais tarde como a fronteira interna alemã.
A ZOS foi uma das quatro Zonas ocupadas pelos Aliados na Alemanha criadas no fim da Segunda Guerra Mundial. De acordo com o estabelecido na Conferência de Potsdam, a Administração Militar Soviética na Alemanha (iniciais em alemão: SMAD) obteve controlo sobre as regiões orientais da Alemanha. Pouco depois, os soviéticos permitiram o surgimento de quatro partidos políticos, embora lhes fosse exigido que trabalhassem juntos sob uma coligação chamada "Bloco Democrático" (mais tarde Frente Nacional). Em abril de 1946, o Partido Social-Democrata da Alemanha (SPD) e o Partido Comunista da Alemanha (KPD) fundiram-se e formaram o Partido Socialista Unificado da Alemanha (PSUA), que se converteu em partido único e governante da Alemanha Oriental.
No princípio, Estaline quis por toda a Alemanha sob influência soviética não permitindo que o governo exilado em Londres retornasse, mas quando os Aliados ocidentais resistiram a esta ideia, procurou criar uma Alemanha unida que seria não alinhada[carece de fontes?]. Quando o Oeste uma outra vez resistiu a estes esforços, Estaline decidiu focar os seus esforços na zona de ocupação soviética.
Em 1945, a ZOS consistia principalmente de porções da Prússia. Depois da Prússia ser dissolvida pelos poderes Aliados em 1947, a área foi dividida entre os estados alemães (Länder) de Brandemburgo, Mecklemburgo-Pomerânia Ocidental, Saxónia, Saxónia-Anhalt e Turíngia. Em 7 de outubro de 1949, a zona soviética transformou-se na República Democrática Alemã. Em 1952, os "Länder" foram dissolvidos e realinhados em 14 distritos(Bezirke), mais o distrito de Berlim Oriental. O quartel-general situava-se em Berlim Oriental, no bairro de Karlshorst (distrito de Lichtenberg).
| 1 Turíngia 2 Saxónia-Anhalt 3 Saxónia 4 Brandemburgo | 5 Mecklemburgo-Pomerânia Ocidental |

| 1 Friedrichshain 2 Hellersdorf* 3 Hohenschönhausen* 4 Köpenick 5 Lichtenberg 6 Marzahn* | 7 Mitte 8 Pankow 9 Prenzlauer Berg 10 Treptow 11 Weissensee |

## Lista de comandantes de zona

### Comandante militar
- abril de 1945 – junho de 1945 : Gueorgui Jukov

### Governadores militares
- 9 de junho de 1945 - 10 de abril de 1946 : Gueorgui Jukov
- 10 de abril de 1946 – 29 de março de 1949 : Vassili Sokolovski
- 29 de março de 1949 – 10 de outubro de 1949 : Vassili Chuikov

### Presidente da comissão de controlo
- 10 de outubro de 1949 – 28 de maio de 1953 : Vassili Chuikov

### Altos-comissários
- 28 de maio de 1953 – 6 de julho de 1954 : Vladimir Semionov
- 6 de julho de 1954 – 20 de setembro de 1955 : Georgy Pouchkine